# Antonio Masa Godoy
Antonio Masa Godoy (Badajoz) és un economista, professor d'universitat, empresari agrícola i ramader i auditor de comptes extremeny. Ha sigut alt càrrec de diverses associacions empresarials: vicepresident de la CEOE, president de la Confederació Regional d'Empresaris d'Extremadura i president de la Confederació d'Organitzacions Empresarials de Badajoz.